# Roobimaa järv
Roobimaa järv, auch Roobimäe järv oder Pangalaht, (järv = See) ist ein natürlicher See in der Landgemeinde Saaremaa im Kreis Saare auf der größten estnischen Insel Saaremaa. Der 10,2 Hektar große See liegt im Naturschutzgebiet Karala-Pilguse hoiuala. 20 Meter nördlich des Sees liegt der Väike-Roobimaa järv und 760 Meter nordwestlich liegt der Ort Metsapere. Mit einer maximalen Tiefe von nur einem Meter ist er sehr seicht.